# Capsulotheca aspergilloides
Capsulotheca aspergilloides är en svampart som beskrevs av Kamyschko 1960. Capsulotheca aspergilloides ingår i släktet Capsulotheca och familjen Trichocomaceae.   Inga underarter finns listade i Catalogue of Life.